# Billbergia cylindrostachya
Billbergia cylindrostachya är en gräsväxtart som beskrevs av Carl Christian Mez. Billbergia cylindrostachya ingår i släktet Billbergia och familjen Bromeliaceae. Inga underarter finns listade i Catalogue of Life.